# はなマルッ!
『はなマルッ!』は、2004年5月28日にTinkerbell（サイバーワークス）より発売された18禁恋愛アドベンチャーゲーム。女子寮で生活する羽目になってしまった男子学生の日常を描いた純愛系の作品である。キャラクターの容姿の特長として、主人公とヒロイン全員が皆三つ編みであることが挙げられ、これを生かした演出も存在する。
本作は登場するヒロインの一人が実は男子であることが発売後に明らかになったことから、ユーザーの反発を招いた。2005年に『処女はお姉さまに恋してる』『はぴねす!』が発表され、「男の娘」ブームが到来するまでの象徴的な作品として言及されることがある。
関連作品に『はなマルッ! 2』があるが、パラレルワールドに位置する作品であり、本作との直接的なつながりはない。一方『淫妖蟲 〜凌触学園退魔録〜』は同じ学園が舞台となるほか、本作のキャラクターも登場しているなど、同じ世界観を共有している。また、『淫妖蟲』同様凌辱系の作品である『蠱惑の刻』に登場する桃野桃子は、本作のヒロインの一人である桃野桃の妹である。

## ストーリー
主人公・望月拓真は、生徒の大半が寮で暮らしている関東地方の山奥の学校に通っていたが、年明け早々、自室の火災により男子寮を追い出されてしまう。一部屋だけ空きのあった女子寮に緊急避難的に入れてもらうことができたものの、部屋の修復が終わる冬学期終了まで、ここに住む羽目になった。
この女子寮には男子トイレはなく、気を使いながら女子トイレを使わなければならないことに加え、女子寮管理人が用意してくれた男子風呂は、放射性廃棄物のロゴが入ったドラム缶にトタンの囲いを付けただけの代物だった。
そこへ、イギリスに留学していた従妹の向日葵が帰国して彼の部屋に転がり込んだり、後輩の菫になつかれたりと騒がしい日々が繰り広げられる。
作中で登場する免許証の表示と登場人物のセリフから、時代設定は2004年、季節は1月下旬からスタートしていると推測できる。

## 登場人物
望月拓真（もちづき たくま）
主人公。東京都出身。男子寮を焼け出され、女子寮に間借りすることになってしまった。学校では図書委員をしている。性格は粗野な所が多々あるが、根は優しい。長髪三つ編み。
萩尾向日葵（はぎお ひまわり）
声：涼森ちさと
主人公の従妹で、主人公を「お兄ちゃん」と呼んで慕っている。明るい性格をしている反面、方向音痴である。イギリスにいたが、日本に帰国した主人公の後を追って帰国、学園に転入する。女子寮の住人で主人公の部屋に居候している。「白たん」なる四角い白うさぎのぬいぐるみを持っており、抱き枕代わりにしたり、どこからともなく取り出して、主人公を攻撃するのに使用している。長い栗毛を2つに分けて三つ編みにしている。
桜坂椿（さくらざか つばき）
声：佐倉凛
主人公が密かに憧れる先輩で、女子寮の住人。眼鏡っ娘の図書委員。物腰柔らかな性格をしている。腰まである髪を三つ編みにして前に流している。
桐嶋菫（きりしま すみれ）
声：天天
主人公の後輩で、女子寮の住人。内気な性格ながらも、主人公に懐いている。何故か小動物に激しく懐かれる体質。髪のリボンが正面からは猫耳のように見える。三つ編み。
身体上の性は男性だが性自認は女性であり、女子を欲していた両親によって女子として育てられた経緯を持つ。
紅葉（もみじ）
声：佐倉凛
女子寮の裏山に住まうお稲荷さんで、頭部の狐耳と尻尾は本物である。長いもみあげを三つ編みにしている。
桃野桃（ももの もも）
声：中瀬ひな
女子寮管理人にして校医だが、子供じみた見た目をしている。作中で登場した免許証によれば昭和54年(1979年）3月3日生まれで、2004年時点で25歳になる計算である。本籍は花丸県花丸郡。無類のミカン好き。自動車免許（なおゴールド免許で全種対応）を保持している。ポニーテールで三つ編み。
猪馬雁音（いのうま かりがね）
主人公のクラスメイトにして悪友。蝶子に好意を抱いている。
鹿川菖蒲（かがわ あやめ）
主人公のクラスメイトにして悪友。腹黒い。
藤蝶子（ふじ ちょうこ）
声：杏露花梨
主人公のクラスメイト。気が強く、向日葵と仲が良い。
深潮冴美（みしお さえみ）
声：杏露花梨
主人公の担任教諭。男子生徒には徹底的に厳しい反面、女子生徒には大甘でレズビアンと噂高い。

## スタッフ
- 企画：秋華、速水融次郎
- シナリオ：秋華[1]
- キャラクターデザイン・原画：あおじる[1]
- 音楽・効果音：NSN
- オープニング曲「はなマルッ!」
  - 作曲：広瀬充寿（有限会社ライトウエイ）、作詞：秋華、ボーカル：真理絵
- エンディング曲「きっと、ずっと。。。」
  - 作曲：遠藤成樹（有限会社ライトウエイ）、作詞：秋華、ボーカル：真理絵

## 反響

### 菫の性別について
本作の登場人物の一人である菫は女性として描かれているものの、身体上の性は男性であり、本作の発売前の時点でにこれらの設定は（明示的には）一切告知されなかった。このため、プレイヤー達は「菫シナリオ」に入って初めて菫に関する設定を知ることとなり、購入者がメーカーに抗議したり、インターネット上で炎上する事態となった。
菫の性別に関する騒動は、他社の作品の開発にも影響を与えた。
たとえば、ういんどみるの『はぴねす!』では、企画の段階から男の娘を登場させるということが決まっていたが、本件の二の舞を防ぐため、物語の序盤で当該キャラクターの性別を明かすという措置が取られた。
ある開発者によれば、本作が世に出た2004年当時は「男の娘」という言葉が認知されておらず、菫のキャラクターデザインには相当悩んだという。結果、原画担当のあおじるに託し「抜群に可愛かったら『男の娘』にする。普通に可愛かったら『女の娘』にする。」こととし、前者案が採用されたとしている。また「当時は、菫が病気ではないかとよく言われました」という件に対し「菫は可愛く生まれてしまっただけの、男の娘です。」と返している。
また企画スタッフの速水融次郎はこの設定に関して「テーマは究極の選択です。一体何処で人を愛しているのか。それは内面なのか、外面なのか。」と解説しており、作中ではこのことに関して菫と主人公が苦悩する姿が描かれている。
なお、エンディング到達後のおまけとして、菫が主人公を拘束して攻めにまわるミニシナリオが用意されている。

## 関連アイテム
- あおじるWorks「淫妖蟲」「蝶ノ夢」「はなマルッ!」画集（2006年、コアマガジン、ISBN 4877349995）
- はなマルッ!オリジナルサウンドトラック（2004年、KNSエンターテインメント）